# Mikrobrauerei

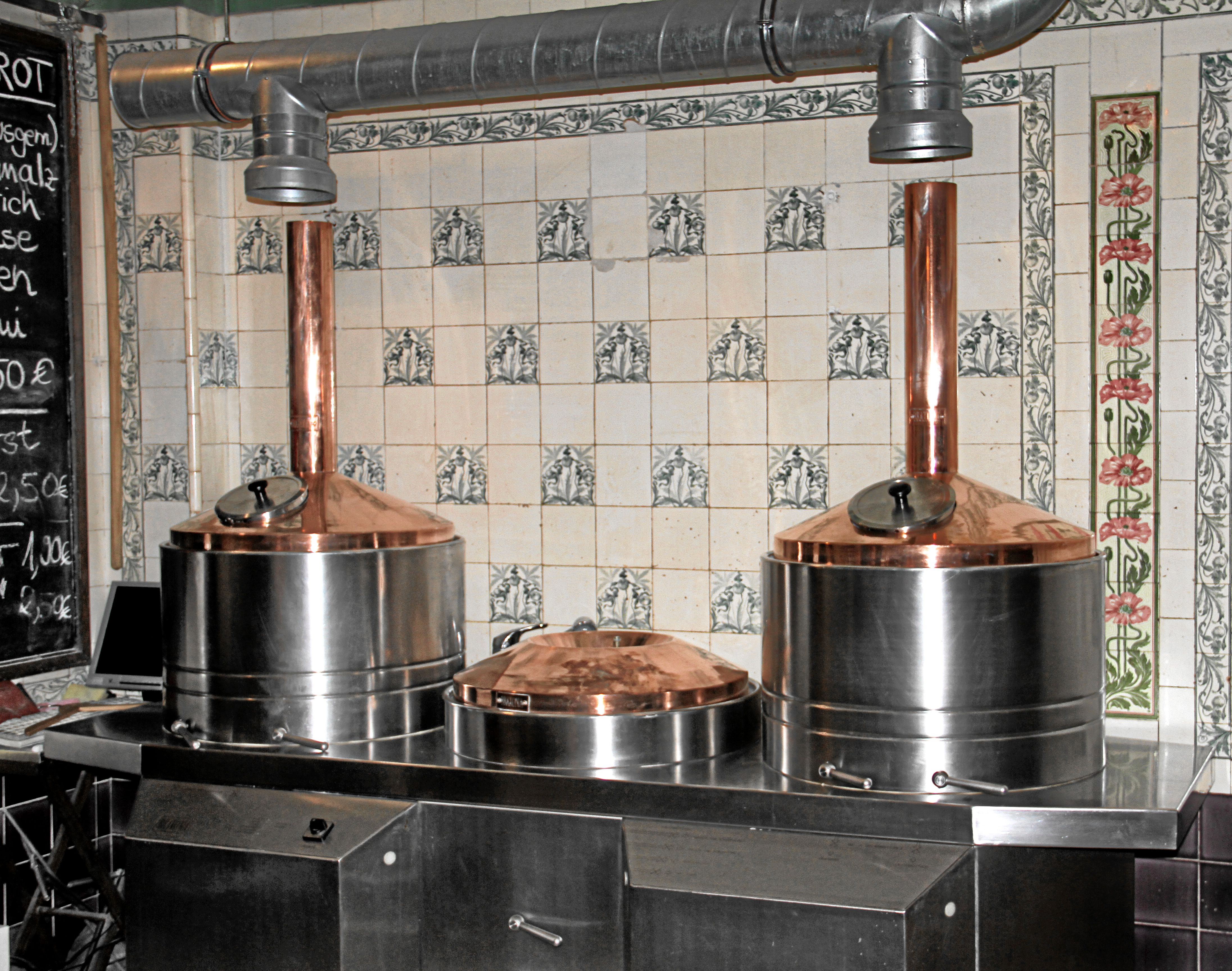
Brauanlage der Mikrobrauerei Hops & Barley in Berlin-Friedrichshain

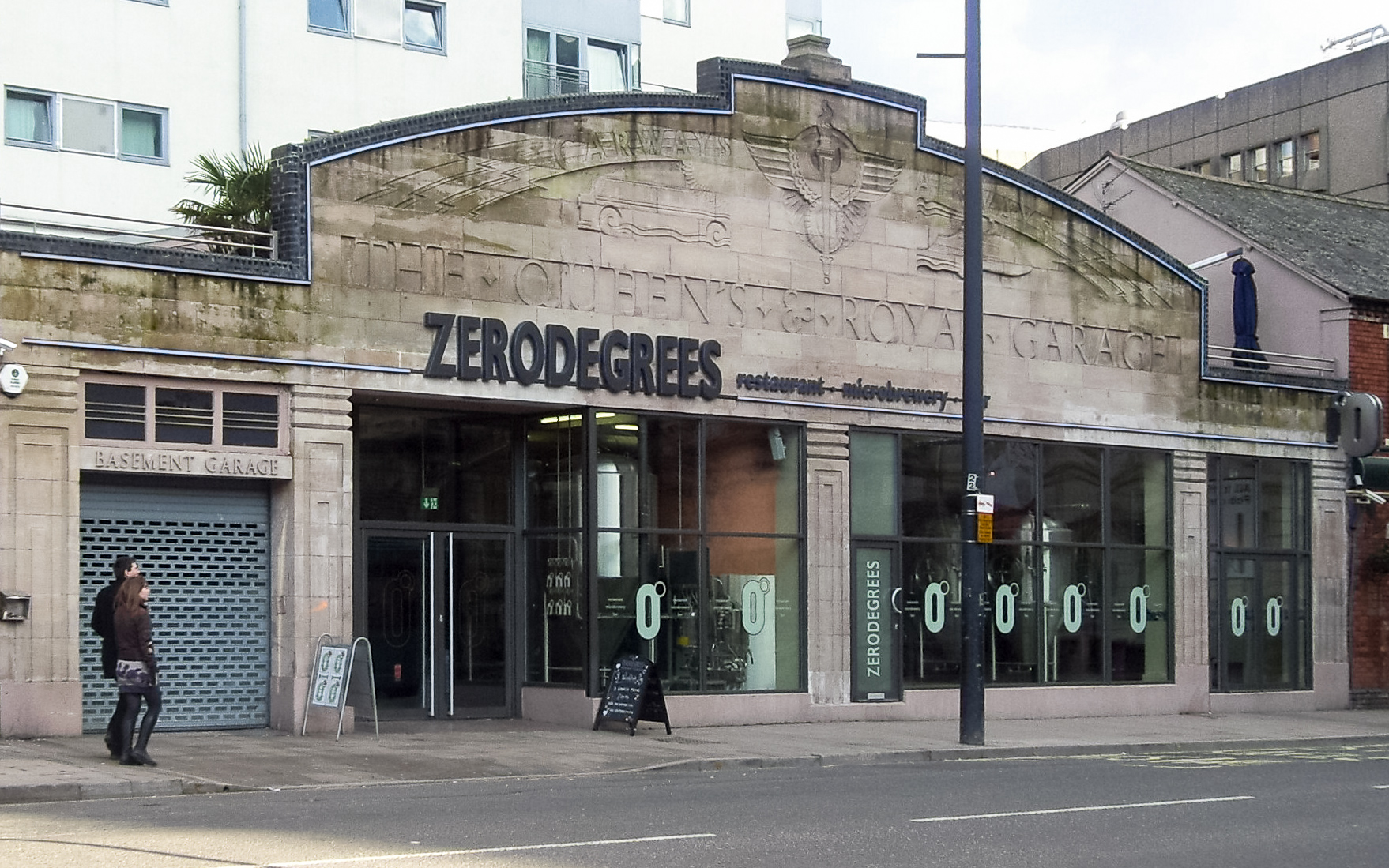
Braustätte mit Gastronomiebetrieb der Mikrobrauerei Zerodegrees in Cardiff in Wales

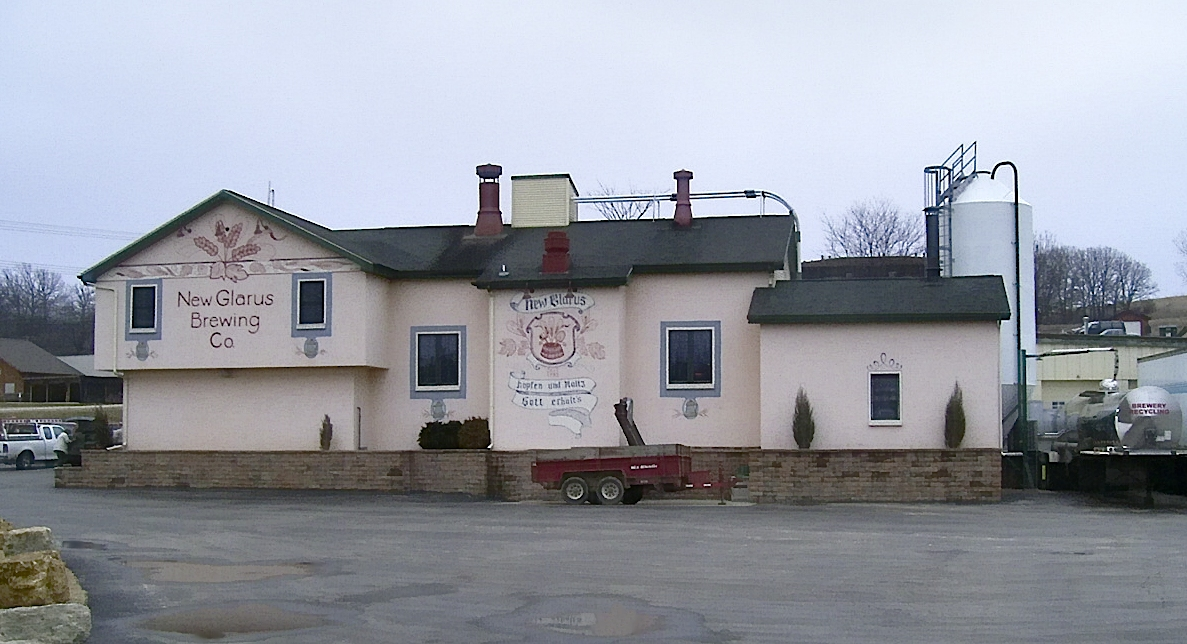
Braustätte der 1993 gegründeten Mikrobrauerei New Glarus Brewing Company in New Glarus in Wisconsin, USA

Mikrobrauereien sind Brauereien mit nur geringer Herstellungsmenge an Bier. Der Begriff leitet sich vom englischen micro brewery ab, der in der anglo-amerikanischen Welt einen eigenen Brauereityp bezeichnet. Durch die gewerbliche Ausrichtung werden sie vom Haus- und Hobbybrauen unterschieden. Der Begriff wird im deutschsprachigen Raum auch synonym für Kleinstbrauerei verwendet.

## Deutschsprachiger Raum
Der Begriff wird mitunter in Zusammenhang mit Hausbrauereien und Craft Beer genutzt. Auch wird er synonym für Kleinstbrauerei (siehe Kleinbrauerei) verwendet, welche die jeweils niedrigste Stufe in der Einteilung von Brauereien nach Produktionsmenge im deutschsprachigen Raum darstellen. Bis einschließlich 2005 wurde statistisch seitens des Statistischen Bundesamtes die Gruppe bis 5000 Hektoliter pro Jahr zusammengefasst, seit 2006 wird die kleinste Gruppe mit einer Produktion von bis zu 1000 Hektoliter pro Jahr ausgewiesen.
Im Steuerrecht der Europäischen Union kann die Jahreserzeugung von weniger als 200.000 Hektolitern wie zum Beispiel in Deutschland durch eine geringere Biersteuer begünstigt werden.
Mitunter wird ein Trend zu Mikrobrauereien beschrieben, der auf die Folge Bier selbstgebraut (Nr. 80) von Jean Pütz’ Sendung Hobbythek (WDR) von 1982 zurückgeführt wird. Einige der initial durch die Sendung motivierten Haus- und Hobbybrauer machten sich später als lokale Mikrobrauer kommerziell selbständig.
Laut dem Deutschen Brauer-Bund sind gut die Hälfte der rund 1400 Brauereien in Deutschland Mikrobrauereien, die im Jahr weniger als 1000 Hektoliter herstellen (Stand 2016).